# Simetrie axială
Un obiect posedă simetrie axială dacă el apare neschimbat atunci când este rotit în jurul unei drepte numită axă de simetrie. De exemplu, o farfurie posedă simetrie axială față de o axă care trece prin centrul ei și e perpendiculară pe planul farfuriei.

## Legături externe
- http://www.e-scoala.ro/matematica/axe.html Arhivat în 16 aprilie 2016, la Wayback Machine.